# Claterna
Claterna là một chi bướm đêm thuộc họ Erebidae.

## Hình ảnh

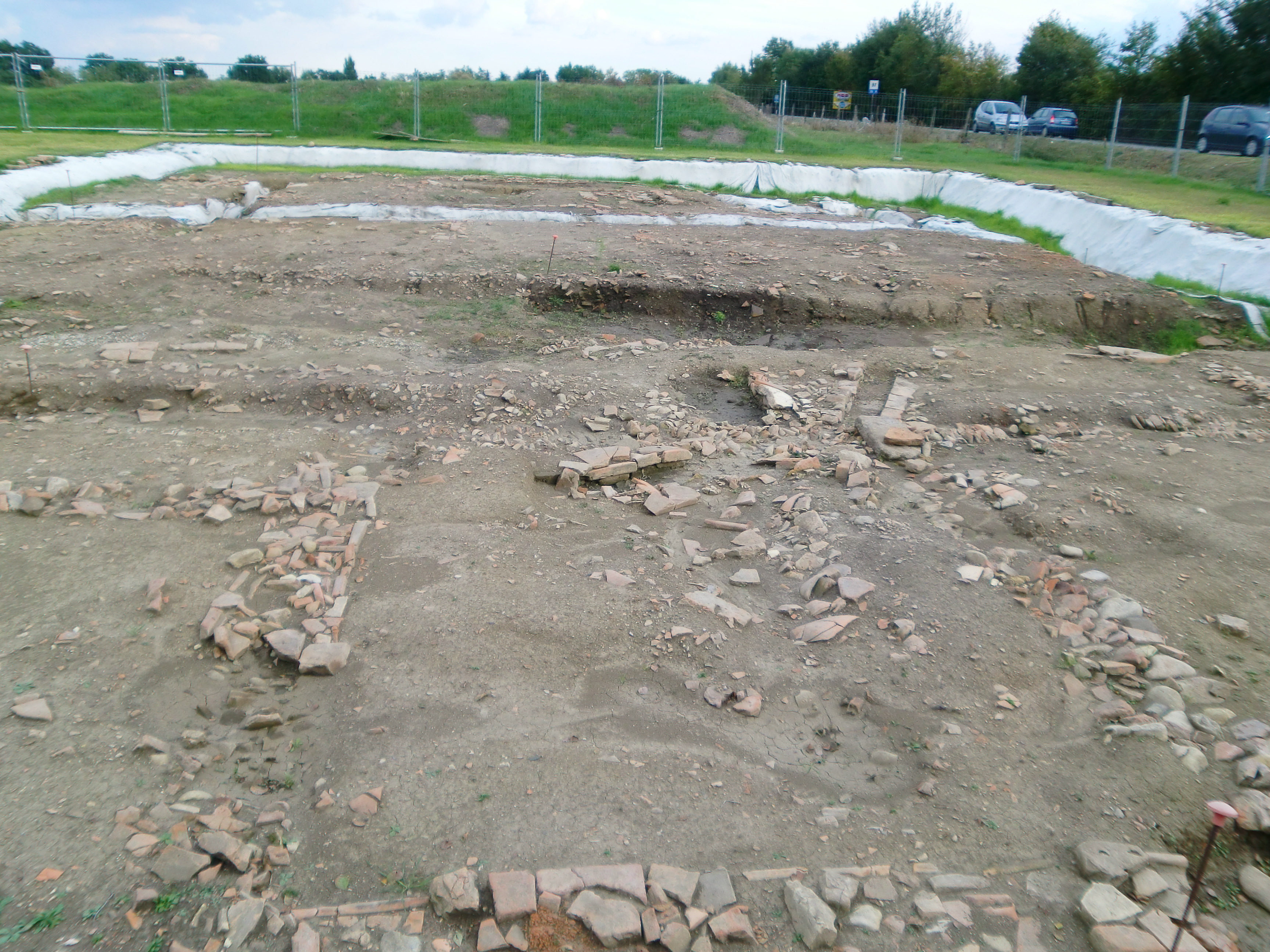
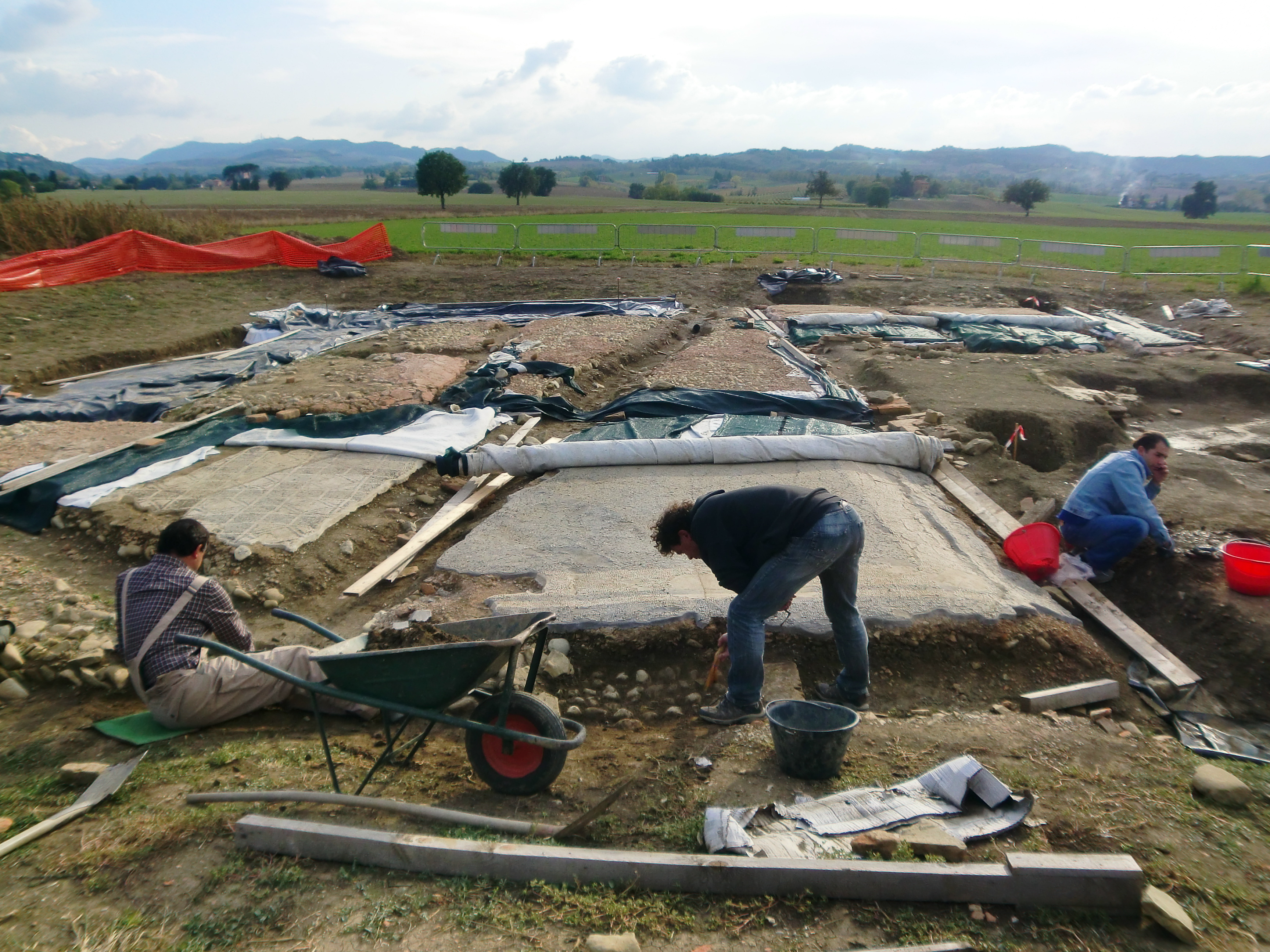